# Thespesia gummiflua
Thespesia gummiflua är en malvaväxtart som beskrevs av René Paul Raymond Capuron. Thespesia gummiflua ingår i släktet Thespesia och familjen malvaväxter. Inga underarter finns listade i Catalogue of Life.